# Рейкарт, Марсель
Марсель Рейкарт (нидерл. Marcel Rijckaert; 20 июля 1924, коммуна Малдегем, провинция Восточная Фландрия, Бельгия — 10 мая 2001, Гент, Бельгия) — бельгийский профессиональный шоссейный велогонщик в 1944—1959 годах. 

## Достижения
1944
2-й De Drie Zustersteden
1946
2-й Омлоп Хет Ниувсблад
1947
1-й — Этап 2 Tour de l'Ouest
5-й Халле — Ингойгем
7-й Льеж — Бастонь — Льеж
1948
3-й Тур Фландрии
4-й Grote Scheldeprijs - Vlaanderen
5-й Париж — Брюссель
7-й Париж — Рубе
8-й Вызов Дегранж-Коломбо
9-й Льеж — Бастонь — Льеж
1949
9-й Париж — Тур
1950
4-й Гент — Вевельгем
5-й Париж — Брюссель
7-й Чемпионат Бельгии
1951
4-й Кюрне — Брюссель — Кюрне
9-й Омлоп Хет Ниувсблад
1952
1-й Шельда — Дандр — Лис
4-й Халле — Ингойгем
1953
1-й Tour des onze villes
3-й Омлоп Хет Ниувсблад
1954
3-й Париж — Рубе
4-й Тур Фландрии
4-й Гент — Вевельгем
1955
3-й Чемпионат Фландрии
8-й Тур Фландрии
8-й Гент — Вевельгем
8-й Омлоп Хет Ниувсблад
1956
1-й Tour des onze villes
1-й Нокере Курсе
6-й Омлоп Хет Ниувсблад
10-й Бордо — Париж
1958
3-й Кюрне — Брюссель — Кюрне
7-й Grote Scheldeprijs - Vlaanderen
1959
6-й Париж — Тур
6-й E3 Харелбеке
9-й Кюрне — Брюссель — Кюрне
9-й Омлоп Хет Ниувсблад